# Rudista
Os rudistas foram moluscos bivalves marinhos de tamanho e morfologia bastante variados. Eles possuiam uma concha fixa ao substrato e eram bem adaptados ao modo de vida séssil.
Os rudistas alcançaram uma grande população na segunda metade do período Cretáceo habitando principalmente o mar de Tetis. Deixaram de existir, entretanto, quando ao fim do Cretáceo ocorreu a extinção K-T.